# Liste des films produits sous le nom Kay Bee Pictures
Article principal : Triangle Film Corporation
Les films sont classés par ordre alphabétique du titre en anglais

## 1915
- 1915 : Aloha Oe de Richard Stanton, Gilbert P. Hamilton et Charles Swickard
- 1915 : Un lâche (The Coward) de Reginald Barker
- 1915 : Châtiment (The Despoiler) de Reginald Barker
- 1915 : The Disciple de William S. Hart
- 1915 : The Edge of the Abyss de Walter Edwards
- 1915 : The Golden Claw de Reginald Barker
- 1915 : The Iron Strain de Reginald Barker
- 1915 : Matrimony de Scott Sidney
- 1915 : Never Again de Scott Sidney
- 1915 : The Winged Idol de Scott Sidney

## 1916
- 1916 : Les Quatre Irlandaises (A Corner in Colleens) de Charles Miller
- 1916 : A Gamble in Souls de Walter Edwards
- 1916 : The Apostle of Vengeance de William S. Hart
- 1916 : Pour sauver sa race (The Aryan) de William S. Hart
- 1916 : Bawbs O' Blue Ridge de Charles Miller
- 1916 : The Beckoning Flame de Charles Swickard
- 1916 : The Beggar of Cawnpore de Charles Swickard
- 1916 : Between Men (en) de William S. Hart
- 1916 : The Bugle Call de Reginald Barker
- 1916 : Bullets and Brown Eyes de Scott Sidney
- 1916 : The Captive God de Charles Swickard
- 1916 : La Mauvaise Étoile (Civilization's Child) de Charles Giblyn
- 1916 : The Conqueror de Reginald Barker
- 1916 : The Corner de Walter Edwards
- 1916 : The Criminal de Reginald Barker
- 1916 : D'Artagnan de Charles Swickard
- 1916 : The Dawn Maker de William S. Hart
- 1916 : The Deserter de Walter Edwards
- 1916 : The Devil's Double de William S. Hart
- 1916 : Richesse maudite (The Dividend) de Walter Edwards
- 1916 : The Eye of the Night de Walter Edwards
- 1916 : The Female of the Species de Raymond B. West
- 1916 : The Green Swamp de Scott Sidney
- 1916 : Le Justicier (Hell's Hinges) de William S. Hart et Charles Swickard
- 1916 : Home de Raymond B. West
- 1916 : Honor Thy Name de Charles Giblyn
- 1916 : L'Autel de l'honneur (Honor's Altar) de Walter Edwards
- 1916 : The Honorable Algy de Raymond B. West
- 1916 : Le Sang des Grimsby (Jim Grimsby's Boy) de Reginald Barker
- 1916 : The Jungle Child de Walter Edwards
- 1916 : The Last Act de Walter Edwards
- 1916 : Le Lieutenant Danny (Lieutenant Danny, U.S.A.) de Walter Edwards
- 1916 : The Market of Vain Desire de Reginald Barker
- 1916 : The Moral Fabric de Raymond B. West
- 1916 : The No-Good Guy de Walter Edwards
- 1916 : Not My Sister de  Charles Giblyn
- 1916 : The Patriot de William S. Hart
- 1916 : The Payment de Raymond B. West
- 1916 : Peggy de Charles Giblyn et Thomas H. Ince
- 1916 : The Phantom de Charles Giblyn
- 1916 : La Petite Servante (Plain Jane) de Charles Miller
- 1916 : The Primal Lure de William S. Hart
- 1916 : The Raiders de Charles Swickard
- 1916 : La Rédemption de Rio Jim (The Return of Draw Egan) de William S. Hart
- 1916 : Shell Forty-Three de Reginald Barker
- 1916 : Le Défenseur (The Sin Ye Do) de Walter Edwards
- 1916 : Somewhere in France de Charles Giblyn
- 1916 : The Sorrows of Love de Charles Giblyn
- 1916 : The Stepping Stone de Reginald Barker
- 1916 : The Thoroughbred de Reginald Barker
- 1916 : Three of Many de Reginald Barker
- 1916 : The Vagabond Prince de Charles Giblyn
- 1916 : The Waifs de Scott Sidney
- 1916 : Willie's Wobbly Ways de Scott Sidney
- 1916 : Tourmente d'amour (The Wolf Woman) de Raymond B. West

## 1917
- 1917 : Back of the Man de Reginald Barker
- 1917 : Blood Will Tell de Charles Miller
- 1917 : La Fiancée de la haine (The Bride of Hate) de Walter Edwards
- 1917 : Chicken Casey de Raymond B. West
- 1917 : Le Lourdaud (The Clodhopper) de Victor Schertzinger
- 1917 : Grand Frère (The Cold Deck de William S. Hart
- 1917 : The Crab de Walter Edwards
- 1917 : La Route de l'honneur (The Dark Road) de Charles Miller
- 1917 : La Cité du désespoir (en) (The Desert Man) de William S. Hart
- 1917 : The Girl Glory de Roy William Neill
- 1917 : Le Justicier (The Gun Fighter) de William S. Hart
- 1917 : The Hater of Men de Charles Miller
- 1917 : The Iced Bullet de Reginald Barker
- 1917 : The Last of the Ingrams (en) de Walter Edwards
- 1917 : The Learnin' of Jim Benton de Clifford Smith
- 1917 : The Little Brother de Charles Miller
- 1917 : Love or Justice (en) de  Walter Edwards
- 1917 : Madcap Madge de Raymond B. West
- 1917 : The Millionaire Vagrant de Victor Schertzinger
- 1917 : Paddy O'Hara (en) de Walter Edwards
- 1917 : Paws of the Bear de  Reginald Barker
- 1917 : The Pinch Hitter de Victor Schertzinger
- 1917 : Princess of the Dark de Charles Miller
- 1917 : The Sawdust Ring de Paul Powell et Charles Miller
- 1917 : Seeking Happiness de Reginald Barker
- 1917 : Les Sœurs jumelles (The Snarl) de Raymond B. West
- 1917 : The Square Deal Man de William S. Hart
- 1917 : Sweetheart of the Doomed de Reginald Barker
- 1917 : Time Locks and Diamonds de Walter Edwards
- 1917 : Truthful Tulliver de William S. Hart
- 1917 : Le Sexe faible (The Weaker Sex) de Raymond B. West
- 1917 : Wild Winship's Widow de Charles Miller
- 1917 : Wolf Lowry de William S. Hart

## 1918
- 1918 : La Fille du ranch (The Gun Woman) de Frank Borzage
- 1918 : Marriage Bubble de Walter Edwards
- 1918 : Unfaithful de Charles Miller